# Soutiers
Soutiers és un municipi francès situat al departament de Deux-Sèvres i a la regió de la Nova Aquitània. L'any 2007 tenia 227 habitants.

## Demografia

### Població
El 2007 la població de fet de Soutiers era de 227 persones. Hi havia 89 famílies de les quals 18 eren unipersonals (7 homes vivint sols i 11 dones vivint soles), 28 parelles sense fills, 36 parelles amb fills i 7 famílies monoparentals amb fills.
La població ha evolucionat segons el següent gràfic:
Habitants censats

### Habitatges
El 2007 hi havia 97 habitatges, 87 eren l'habitatge principal de la família, 6 eren segones residències i 4 estaven desocupats. Tots els 97 habitatges eren cases. Dels 87 habitatges principals, 78 estaven ocupats pels seus propietaris i 9 estaven llogats i ocupats pels llogaters; 1 tenia una cambra, 8 en tenien tres, 24 en tenien quatre i 54 en tenien cinc o més. 68 habitatges disposaven pel capbaix d'una plaça de pàrquing. A 34 habitatges hi havia un automòbil i a 53 n'hi havia dos o més.

### Piràmide de població
La piràmide de població per edats i sexe el 2009 era:
| Homes | Edats   | Dones |
| ----- | ------- | ----- |
| 0     | 95 o +  | 0     |
| 0     | 90 a 94 | 0     |
| 0     | 85 a 89 | 0     |
| 0     | 80 a 84 | 8     |
| 0     | 75 a 79 | 0     |
| 4     | 70 a 74 | 4     |
| 4     | 65 a 69 | 0     |
| 8     | 60 a 64 | 8     |
| 0     | 55 a 59 | 4     |
| 4     | 50 a 54 | 0     |
| 0     | 45 a 49 | 4     |
| 8     | 40 a 44 | 8     |
| 20    | 35 a 39 | 16    |
| 8     | 30 a 34 | 4     |
| 4     | 25 a 29 | 16    |
| 0     | 20 a 24 | 0     |
| 4     | 15 a 19 | 4     |
| 8     | 10 a 14 | 16    |
| 20    | 5 a 9   | 16    |
| 4     | 0 a 4   | 8     |

## Economia
El 2007 la població en edat de treballar era de 147 persones, 119 eren actives i 28 eren inactives. De les 119 persones actives 112 estaven ocupades (59 homes i 53 dones) i 7 estaven aturades (2 homes i 5 dones). De les 28 persones inactives 19 estaven jubilades, 8 estaven estudiant i 1 estava classificada com a «altres inactius».

### Ingressos
El 2009 a Soutiers hi havia 98 unitats fiscals que integraven 269,5 persones, la mediana anual d'ingressos fiscals per persona era de 15.427 €.

### Activitats econòmiques
Dels 3 establiments que hi havia el 2007, 2 eren d'empreses de construcció i 1 d'una empresa de comerç i reparació d'automòbils.
Dels 2 establiments de servei als particulars que hi havia el 2009, 1 era un paleta i 1 lampisteria.
L'any 2000 a Soutiers hi havia 15 explotacions agrícoles que ocupaven un total de 294 hectàrees.

## Poblacions més properes
El següent diagrama mostra les poblacions més properes.